# 占山乡
占山乡，是中华人民共和国四川省南充市西充县下辖的一个乡镇级行政单位。

## 行政区划
占山乡下辖以下地区：
马家户村、安宁院村、罗堰坎村、寨子沟村、巴岩寺村、龙归院村、堰家桥村、罗坝沟村、晓阳村、犁树沟村、荷花坪村、凤鸣院村、竹溪井村、莲花穴村、飞凤山村、新建村、杨柏村、白山坡村、大楼村、樊村沟村和瓦场沟村。